# Elezioni parlamentari nelle Isole Åland del 1991
Le elezioni parlamentari nelle Isole Åland del 1991 si tennero il 20 ottobre.

## Risultati
| Liste                         | Voti   | % | Seggi |
| ----------------------------- | ------ | - | ----- |
| Centro delle Åland            | 3.242  |   | 10    |
| Liberali delle Åland          | 2.462  |   | 7     |
| Moderati delle Åland          | 2.130  |   | 6     |
| Socialdemocratici delle Åland | 1.574  |   | 4     |
| Obunden Samling               | 1.047  |   | 3     |
| Verdi delle Åland             | 306    |   | -     |
| Totale                        | 10.761 |   | 30    |